# کتی مورفی
کتی مورفی (انگلیسی: Cathy Murphy؛ زادهٔ ۷ اوت ۱۹۶۷) یک هنرپیشه اهل انگلستان است. وی از سال ۱۹۸۲ میلادی تاکنون مشغول فعالیت بوده‌است.
وی بازیگر فیلم‌هایی همچون پوآرو (فصل اول)، شبح اپرا: فیلم سینمایی، مستأجر عمارت وایلدفل، خانواده من و بقیه حیوانات و دکتر هو بوده است.